# Macdunnoughia brunnescens
Macdunnoughia brunnescens är en fjärilsart som beskrevs av Barend J. Lempke 1966. Macdunnoughia brunnescens ingår i släktet Macdunnoughia och familjen nattflyn. Inga underarter finns listade i Catalogue of Life.